# گروه موسیقی وارد می‌شود
گروه موسیقی وارد می‌شود (انگلیسی: Here Comes the Band) یک فیلم کمدی آمریکایی به کارگردانی پال اسلون است که در سال ۱۹۳۵ منتشر شد.

## بازیگران
- تد لوئیس و گروه موسیقی‌اش
- ویرجینیا بروس
- هری استاکول
- تد هیلی
- نت پندلتن
- آدیسون ریچاردز
- دونالد کوک
- اسپنکی مک‌فارلند
- رابرت مک‌وید
- هری کولکر
- ریچارد تاکر
- برت روچ
- تایلر بروک
- بیلی گیلبرت
- فردیناند گوتسچاک
- می بیتی
- فلورنس گیل
- چارلز لین
- تاینی سندفورد
- لستر دُر
- رابرت گلکلر
- بروکس بندیکت